# 1857 no jornalismo
Nesta página encontrará referências aos acontecimentos directamente relacionados com o jornalismo ocorridos durante o ano de 1857.

## Eventos
- Início da publicação do semanário ilustrado "Arquivo Pitoresco" em Lisboa. Foi publicado até 1868. [1]

## Nascimentos
| Data       | Nome           | Profissão                                                                              | Nacionalidade               | Observações | Ref |
| ---------- | -------------- | -------------------------------------------------------------------------------------- | --------------------------- | ----------- | --- |
| 8 de abril | José Veríssimo | escritor, educador, jornalista e estudioso da literatura brasileira. Foi membro da ABL | Brasil                      | m. 1916     |     |
| 9 de maio  | Luigi Illica   | comediógrafo, jornalista e libretista                                                  | Ducado de Parma e Placência | m. 1919     |     |

## Mortes
| Data | Nome | Profissão | Nacionalidade | Observações | Ref |
| ---- | ---- | --------- | ------------- | ----------- | --- |